# Liste von Sakralbauten in Gotha
Die Liste von Sakralbauten in Gotha enthält bestehende und ehemalige Kirchen, Kapellen und Klöster in der Stadt Gotha in Thüringen.

## Sakralbauten

### Bestehende Kirchen und Kapellen
| Name                            | Lage                                       | Konfession                 | Anmerkungen | Bild |
| ------------------------------- | ------------------------------------------ | -------------------------- | --- | ---- |
| Stadtkirche St. Margarethen     | Neumarkt                                   | Evangelisch                | Stadtpfarrkirche, 1494–1543 erbaut, 1632 und 1725 umgebaut, 1945 beschädigt, bis 1952 restauriert                                                      |      |
| Augustinerkirche                | Gotha I                                    | Evangelisch                | 1216 Klosterkirche der Zisterzienserinnen, ab 1258 der Augustinermönche, 1675 frühbarockerUmbau                                                        |      |
| Friedrichskirche                | Schlichte, an der alten Straße nach Erfurt | Evangelisch                | Nikolaikapelle im 13. Jhd., 1347 Hospitalkirche des Leprosorum, 1715 barocker Zentralbau, der älteste in Thüringen, benannt nach Herzog Friedrich III. |      |
| Versöhnungskirche               | Gotha-West                                 | Evangelisch                | 1985 in der Neubausiedlung als eine der wenigen Kirchenneubauten in der DDR                                                                            |      |
| St.-Michael-Kirche              | 50.936395722278/10.704686410465            | Altlutherisch              | |      |
| Schlosskirche                   | Schloss Friedenstein                       | Evangelisch                | |      |
| St.-Bonifatius-Kirche           |                                            | Römisch-katholisch         | |      |
| Christkönig                     |                                            | Römisch-katholisch         | |      |
| Freikirchliche Gemeinde         |                                            | Evangelisch-Freikirchlich  | |      |
| Neuapostolische Kirche          |                                            | Neuapostolisch             | |      |
| Hospitalkapelle Maria Magdalena | Altmarkt Brühl                             | Siebenten-Tags-Adventisten | seit vor 1225 Hospitalkapelle, 1716–19 barock umgebaut, 1945–90 nicht genutzt                                                                          |      |
| St.-Helena-Kirche               | Gotha-Siebleben                            | Evangelisch                | 1828 im klassizistischen Stil mit dreigeschossigem Turm erbaut, neben ehemaliger St. Marienkirche                                                      |      |
| Töpfleber Kirche                | Gotha-Töpfleben                            | Evangelisch                | 1954 von Umsiedlern erbaut |      |

### Ehemalige Synagoge
| Name     | Lage                                   | Zeit      | Anmerkungen                                | Bild |
| -------- | -------------------------------------- | --------- | ------------------------------------------ | ---- |
| Synagoge | Hohenlohestraße 1 (heute Moßlerstraße) | 1904–1938 | neuromanischer Zentralbau, 1938 abgetragen |      |

### Ehemalige Kirchen und Kapellen
| Name                              | Lage             | Zeit             | Anmerkungen                                                             |
| --------------------------------- | ---------------- | ---------------- | ----------------------------------------------------------------------- |
| Marienkirche                      | Altmarkt         | vor 1247–1530    | 1247 Pfarrkirche von Gotha, 1344 mit Chorherren-Stift, 1530 abgebrochen |
| Jacobskapelle                     | Altmarkt         | 1567 abgebrochen |                                                                         |
| Katharinenkirche (Garnisonkirche) | vor der Altstadt | vor 1254–um 1810 | Kapelle, seit 1254 Klosterkirche der Zisterzienserinnen, 1656 umgebaut  |

## Klöster
Ehemalige Klöster
| Name                 | Orden                 | Zeit         | Geschichte                                                         |
| -------------------- | --------------------- | ------------ | ------------------------------------------------------------------ |
| Kloster Heilig Kreuz | Zisterzienserinnen    | 1216–1524    | 1216 in der Altstadt gegründet, 1251/54 vor die Stadt verlegt      |
| Augustinerkloster    | Augustiner-Eremiten   | 1258–1524    | an Ort des Zisterzienserinnenklosters gegründet                    |
| Chorherrenstift      | Augustiner-Chorherren | 1344–1530/67 | von Ohrdruf verlegt, 1530 Domherrenhäuser von Volksmassen gestürmt |